# Praia de Zimbral
A Praia de Zimbral é uma praia situada no concelho da Lourinhã, na vila de Ribamar, em Portugal.